# Gopherus flavomarginatus
La tortuga mexicana o la tortuga de Mapimí (Gopherus flavomarginatus) és una tortuga de terra d'Amèrica del Nord. De les quatre espècies del gènere Gopherus d'Amèrica del Nord és la més gran, amb una longitud d'uns 46 cm. Viu en una regió del Desert de Chihuahua coneguda com a Bolsón de Mapimí, que es troba al centre-nord de Mèxic. Va ser descoberta el 1959. El 1979 es va crear la Reserva de la Biosfera de Mapimí amb 340.000 hectàrees per protegir aquesta tortuga i altres espècies úniques de flora i fauna de Bolsón de Mapimí. Malgrat aquesta designació, la ramaderia i la mineria segueixen presents en la Reserva.

## Estat de conservació
La investigació més recent, publicada el 1991 a partir de dades recollides el 1983, estima que menys de 10.000 tortugues romanen en la natura. Les poblacions han disminuït degut principalment a l'excessiva recollida d'aliments i el comerç de mascotes. La incursió de les carreteres, els ferrocarrils i el desenvolupament agrícola ha accelerat el declivi de l'espècie en els darrers 40 anys. A la part central de la seva àrea de distribució són molt conscients de l'estatus de protecció de la tortuga i l'ajuda en la seva conservació. No obstant això, en la part nord-est del seu hàbitat, prop de la Serra Mojada, les poblacions de la tortuga són baixes. Es creu que les tortugues estan sent recollides i consumides en aquest àmbit. A més, extenses operacions de desbrossament es realitzen per donar pas a la ramaderia. El 2008, després de la construcció de plantes d'etanol amb subsidi federal, extensos camps de cultiu de blat de moro van començar a cultivar-se a la Reserva de la Biosfera de Mapimí. Els camps han estat conreats en l'hàbitat de la tortuga, tot i el seu estatus de protecció.